# Alternacja heraldyczna

Herb gminy Dobrzyca jako przykład herbu zgodnego z zasadą alternacji. Srebrne godło leży na czerwonym polu.

Herb szlachecki Białęga jako przykład historycznie uzasadnionego złamania zasady alternacji.

Nieuzasadniona zmiana (1990) w herbie Szczecinka, kiedy zmieniono błękitną rybę na srebrną.

Alternacja heraldyczna – zasada, która zakazuje kładzenia w herbach metalu na metal (kolory srebrny i złoty) oraz barwy na barwę (pozostałe kolory).    

## Wyjątki
Wyjątki od zasady czyni się dla herbów historycznych, łamiących zasadę alternacji. Przykładem jest tu np. herb Królestwa Jerozolimskiego (w srebrnym polu złoty krzyż jerozolimski) i herb szlachecki Białęga (w złotym polu srebrna krzywaśń). W obu przypadkach położono metal na metal. Znanym wyjątkiem, przy którym nałożono tynkturę na tynkturę, jest zaś herb Księstwa szczecińskiego, jednego z księstw w obrębie Pomorza (w błękitnym polu czerwony gryf); ta zasada została przeniesiona na herb Szczecina i jest to dziś najbardziej znany wyjątek od zasady alternacji w heraldyce miejskiej w Polsce. 
Zasada alternacji nie obowiązuje drobnych elementów godeł, np. szczegółów stroju itp. Jest również pomijana przy kładzeniu godeł na tarczy pokrytej wzorem z wielu figur zaszczytnych, pasów, słupów, rombów lub szachownicy (np. Herb Luksemburga) lub godłach w takich barwach kładzionych na jednolitym tle (np. herb Turyngii).
Zasada nie obowiązuje również przy prostych podziałach tarczy (np. w słup, w pas lub krzyż). W heraldyce francuskiej spotyka się często odstępowanie od tej reguły w barwieniu figur zaszczytnych, zwłaszcza głowic i kantonów, przy czym stosowane są zwykle kontrastowe barwy, szczególnie błękit i czerwień.

## Łączenie tynktur
Zasada ta nie obowiązuje dla elementów godeł lub ich części.
Poniższa tabela pokazuje najczęściej spotykane odstępstwa w przypadku uzbrojenia u zwierząt.
| Godło      | Pole                | Uzbrojenie |
| ---------- | ------------------- | ---------- |
| złote      | czerwone            | błękitne   |
| złote      | każde inne          | srebrne    |
| srebrne    | błękitne lub czarne | czerwone   |
| srebrne    | każde inne          | złote      |
| czerwone   | złote               | błękitne   |
| każde inne | złote               | czerwone   |
| czerwone   | srebrne             | błękitne   |
| każde inne | srebrne             | czerwone   |

## Historia
W heraldyce od XII wieku stosowano cztery kolory: błękit, czerwień, zieleń, czerń - oraz dwa metale: złoto i srebro. Jako tynktury traktowano również futra: gronostaje i popielice (lub wiewiórki).
Od końca średniowiecza dopuszczalne było umieszczanie w herbie barw naturalnych, czyli rzeczywistych kolorów przedmiotów ukazywanych jako godła. Niewielka liczba barw - ograniczona właściwie do barw podstawowych - wynikała z podstawowej, pierwotnej funkcji herbu. Rycerski znak identyfikacyjny musiał być dobrze czytelny w trudnych warunkach pola bitwy, z odpowiedniej odległości (reguła dwustu kroków). Z tego samego powodu nie stosowano w projektowaniu i opisie herbów półtonów, półcieni, barw zgaszonych oraz perspektywy. Półtony były stosowane od czasów gotyku dla uzyskania efektów trójwymiarowości malowanych herbów, był to jednak zabieg czysto artystyczny i zastosowane w danym herbie kilka odcieni np. czerwieni odczytywano domyślnie jako jedną czerwoną tynkturę.